# Lasianthus seseensis
Lasianthus seseensis là một loài thực vật có hoa trong họ Thiến thảo. Loài này được M.Taylor mô tả khoa học đầu tiên năm 1937.